# Danijel Pek
Danijel Pek ist ein kroatischer Filmproduzent.

## Karriere
Pek studierte Politikwissenschaften an der Kroatischen Akademie der Wissenschaften und Künste und arbeitete danach für Radio und Fernsehen. Seine erste Produktion war 2003 der Kurzfilm Svlacionica. Im Jahr 2007 gründete er das Produktionsunternehmen „Antitalent“. Danach produzierte er hauptsächlich kroatische Kurz- und Langfilme. Der von ihm produzierte Murina wurde bei den Internationalen Filmfestspiele von Cannes 2021 ausgezeichnet. Zuletzt produzierte er mit Regisseur Nebojša Slijepčević den Kurzfilm Der Mann, der nicht schweigen wollte, für den sie bei der Oscarverleihung 2025 in der Kategorie Bester Kurzfilm nominiert wurden.
Er ist Mitglied von Berlinale Talents und dem EAVE-Netzwerk.

## Filmografie (Auswahl)
- 2003: Svlacionica (Kurzfilm)
- 2013: Vis-à-vis
- 2015: Oko za Oko (Kurzfilm)
- 2016: Lovac na bilje (Fernsehserie, 12 Folgen)
- 2016: Goran
- 2017: The Last Well (Kurzfilm)
- 2018: Sembra mio figlio
- 2020: Starac i roda, prica o Malenoj i Klepetanu/Storkman
- 2021: Na putu: Konjima do Crnog mora (Fernsehserie)
- 2021: Murina
- 2021: Kazneni udarac (Kurzfilm)
- 2021: Kamo za vikend (Fernsehserie)
- 2022: Jezdeca
- 2023: Gora (Fernsehserie, 12 Folgen)
- 2024: Der Mann, der nicht schweigen wollte (Kurzfilm)
- 2025: Oci sokolove (Fernsehserie, 10 Folgen)

## Auszeichnungen
- 2020: Publikumspreis des Liburnia Film Festival für Starac i roda, prica o Malenoj i Klepetanu/Storkman
- 2022: Kerala-International-Film-Festival-Award-Nominierung für Murina
- 2023: Independent-Spirit-Award-Nominierung in der Kategorie Bester Debütfilm für Murina
- 2025: Oscar-Nominierung in der Kategorie Bester Kurzfilm für Der Mann, der nicht schweigen wollte